# Giro dell'Emilia 2001
Il Giro dell'Emilia 2001, ottantaquattresima edizione della corsa, si svolse il 29 settembre 2001 su un percorso di 199,1 km. La vittoria fu appannaggio del tedesco Jan Ullrich, che completò il percorso in 5h00'14", precedendo gli italiani Francesco Casagrande e Davide Rebellin.
Sul traguardo di San Luca 45 ciclisti, su 163 partiti da Cento, portarono a termine la competizione.

## Ordine d'arrivo (Top 10)
| Pos. | Corridore            | Squadra                | Tempo    |
| ---- | -------------------- | ---------------------- | -------- |
| 1    | Jan Ullrich          | Team Deutsche Telekom  | 5h00'14" |
| 2    | Francesco Casagrande | Fassa Bortolo          | s.t.     |
| 3    | Davide Rebellin      | Liquigas-Pata          | s.t.     |
| 4    | Paolo Lanfranchi     | Mapei-Quick Step       | a 6"     |
| 5    | Eddy Mazzoleni       | Tacconi Sport-Vini C.  | a 20"    |
| 6    | Ivan Basso           | Fassa Bortolo          | a 37"    |
| 7    | Gianni Faresin       | Liquigas-Pata          | s.t.     |
| 8    | Massimo Donati       | Tacconi Sport-Vini C.  | s.t.     |
| 9    | Cadel Evans          | Saeco                  | a 1'27"  |
| 10   | Gianluca Valoti      | Index-Alexia Alluminio | s.t.     |